# Comuna de Garbów
Garbów (polaco: Gmina Garbów) é uma gminy (comuna) na Polónia, na voivodia de Lublin e no condado de Lubelski. A sede do condado é a cidade de Garbów.
De acordo com os censos de 2004, a comuna tem 8968 habitantes, com uma densidade 87,6 hab/km².

## Área
Estende-se por uma área de 102,42 km², incluindo:
- área agricola: 80%
- área florestal: 15%

## Demografia
Dados de 30 de Junho 2004:
|                      | Total   | Total | Mulheres | Mulheres | Homens  | Homens |
| -------------------- | ------- | ----- | -------- | -------- | ------- | ------ |
|                      | pessoas | %     | pessoas  | %        | pessoas | %      |
| População            | 8968    | 100   | 4539     | 50,6     | 4429    | 49,4   |
| Densidade (pop./km²) | 87,6    | 100   | 44,3     | 44,3     | 43,2    | 43,2   |

De acordo com dados de 2002, o rendimento médio per capita ascendia a 1292,16 zł.

## Subdivisões
- Bogucin
- Borków
- Garbów
- Gutanów
- Janów
- Karolin
- Leśce
- Meszno
- Piotrowice-Kolonia
- Piotrowice Wielkie
- Przybysławice
- Wola Przybysławska
- Zagrody

## Comunas vizinhas
- Abramów, Jastków, Kamionka, Markuszów, Nałęczów, Niemce